# Universidad Metropolitana
La Universidad Metropolitana (UNIMET), es una institución venezolana privada de educación superior, laica. La Universidad Metropolitana inició sus actividades académicas el 22 de octubre de 1970. Ofrece herramientas en el área de las ciencias y la tecnología y su sede principal está localizada en La Autopista Petare-Guarenas, Distribuidor Metropolitano y a su vez posee tres sedes regionales ubicadas en Puerto La Cruz, Valencia y Maracaibo.
Es la segunda universidad privada de Venezuela de acuerdo con el ranking mundial realizado por la consultora británica Quacquarelli Symonds (QS) para el año académico 2015-2016.

## Historia
Al inicio de la década de los sesenta, un grupo liderado por Eugenio Mendoza Goiticoa pensó en una nueva universidad. A tal fin el grupo constituyó en mayo de 1964 una asociación civil sin fines de lucro, que comenzó la planificación y construcción de la universidad en los territorios donados por el hacendado prusiano Pius Schlageter, padre del pintor venezolano Eduardo Schlageter. De su trabajo surgió la Universidad Metropolitana, el 21 de octubre de 1970, fecha en la cual el Consejo Nacional de Universidades aprobó y autorizó su organización, planes y programas. Fueron designados como autoridades de la Universidad Luis Manuel Peñalver (rector), Dr. Rodolfo W. Moleiro (vicerrector administrativo) y Miguel Ángel Rivas (vicerrector académico).
El 22 de octubre de ese mismo año la Universidad abrió sus puertas en la antigua sede del Colegio América, ubicada en San Bernardino, Caracas. Allí se formó la primera generación de 198 estudiantes.
Las carreras ofrecidas en un principio fueron Ingeniería Mecánica, Ingeniería Eléctrica, Ingeniería Química, Ciencias Administrativas y Matemática.
En 1976, ésta muda su sede a la Urbanización Terrazas del Ávila, igualmente en Caracas, la cual mantiene en la actualidad. El nuevo campus se extiende sobre una superficie de cerca de 100 hectáreas, colindantes con el Parque nacional El Ávila.

## Campus universitario
La institución cuenta con amplias y cómodas instalaciones que facilitan el desarrollo de las actividades académicas:
- Entorno de aprendizaje

- Cuatro módulos de aulas
  - Edificio de Laboratorios CORIMON
  - Edificio Eugenio Mendoza
  - Centro de Extensión, Desarrollo Ejecutivo y Consultoría Organizacional (CENDECO)
  - Biblioteca Pedro Grases
  - Centro de Estudios Latinoamericanos Arturo Uslar Pietri (CELAUP)
  - Sala de Exposiciones UNIMET
- Auditorios
  - Auditorio Francesca Pensieri
  - Auditorio Fundación Polar
  - Auditorio Manoa
- Campos deportivos

La universidad cuenta con canchas de fútbol, rugbi, béisbol, kickingbol, tenis, fútbol sala y voleibol de arena, así como una pista de atletismo.
- Conexión inalámbrica

La zona académica cuenta con una conexión inalámbrica a internet en más del 80% de su extensión.
- Servicios médicos
- Servicios religiosos
- Capilla San Miguel Arcángel
- Cafeterías

Actualmente, la universidad cuenta con tres cafeterías y una feria de comida rápida.
- Estacionamientos

Cinco estacionamientos con vigilancia permanente.
- Transporte colectivo

## Carreras

### Pregrado
Ingeniería
- Ingeniería Civil
- Ingeniería Eléctrica
- Ingeniería Química
- Ingeniería de Sistemas
- Ingeniería de Producción
- Ingeniería Mecánica

Ciencias Económicas y Sociales
- Ciencias Administrativas:
  - Mención Gerencia
  - Mención Banca y Finanzas
- Economía
- Contaduría Pública

Ciencias y Artes
- Educación
  - Modalidad Presencial
    - Licenciado en Educación, mención Educación Inicial
    - Técnico Superior Universitario en Educación Preescolar

  - Modalidad Semi-presencial: Programa Profesionalización en Servicio
    - Licenciatura en Educación
    - Licenciatura en Educación, mención Educación Inicial
    - Licenciatura en Educación, mención Educación Integral
    - Técnico Superior Universitario en Educación Integral
- Idiomas Modernos
- Matemáticas Industriales
- Psicología

Estudios Jurídicos y Políticos
- Derecho
- Estudios Liberales

### Postgrado
Maestrías
- Ingeniería Gerencial
- Administración, mención Gerencia de Finanzas
- Administración, mención Gerencia de Empresas
- Administración, mención Gerencia de Mercadeo
- Gerencia de Sistemas
- Gerencia Tributaria de la Empresa
- Diseño Urbano
- Estudios Políticos y de Gobierno

Especializaciones
- Responsabilidad Social Empresarial
- Derecho Corporativo
- Recursos Humanos
- Comunicaciones Integradas
- Negocios Internacionales
- Finanzas Internacionales
- Gerencia Pública
- Propiedad Intelectual
- Gerencia y Tecnología de Telecomunicaciones
- Gerencia de Instituciones Educativas
- Tecnología, Aprendizaje y Conocimiento
- Economía y Política Energética
- Gestión Ambiental Empresarial

## Autoridades estudiantiles
La representación estudiantil unimetana se elige una vez al año académico mediante elecciones en donde se decide quienes formarán parte del Centro de Estudiantes y la Federación de Centro de Estudiantes de la Universidad Metropolitana.
El CEUM es el máximo órgano ejecutivo de la FCE-UNIMET. Este centro está integrado por:
- Presidente
- Presidente Adjunto
- Coordinador General
- Secretario General
- Tesorero
- Coordinador de Relaciones Interuniversitarias
- Coordinación de Deportes
- Coordinación de Responsabilidad Social
- Coordinación de Cultura
- Coordinación Política
- Coordinación de Servicios e Infraestructura
- Coordinación Académica
- Coordinación de Finanzas

A su vez, la Federación de Centros de Estudiantes está compuesta por los Centros de Estudiantes de cada carrera que incluyen:
- Presidente
- Vicepresidente
- Coordinador General
- Consejero de Escuela

El Parlamento Estudiantil está constituido por los siguientes miembros, con derecho a voto en las Asambleas del Parlamento Estudiantil:
- El Presidente del CEUM del FCE-UNIMET
- El Secretario General del CEUM del FCE-UNIMET
- El Coordinador General del CEUM del FCE-UNIMET
- Los Presidentes de los Centros de Estudiantes de cada carrera, y en su ausencia sus Coordinadores Generales respectivos.

Adicionalmente, el Parlamento Estudiantil tiene un Presidente y Secretario, los cuales presiden sobre dicha institución estudiantil.

## Agrupaciones estudiantiles
- MetroMUN
- MetroMUN World
- MetroMUN-LA
- Gabinete UNIMET
- Rescate UNIMET
- Fórmula SAE
- UNIMET Debate (antes Ordem)
- Thespis
- MetroHack
- MetroDJs
- Movimiento VOX
- Radio Unimetana
- Emprender UNIMET
- Club de Astronomía de la Universidad Metropolitana (AstroMet)
- EGUM
- Hecho En Venezuela (Antes Brigadas Comunitarias)
- MetroSIL
- Unimet Sae Aerodesign
- Grupo Gerencia, Revista Gerencia
- Gabinete Unimet
- ARCA Unimet
- Orfeón UNIMET
- The Orange Post

## Selecciones deportivas UNIMET
- Selección de Baloncesto
- Selección de Béisbol
- Selección de Fútbol Masculino
- Selección de Fútbol Femenino
- Selección de Fútbol Sala  (F-M)
- Selección de Karate
- Selección de Kickingball
- Selección de Rugby Femenino (Ángeles CRUM)
- Selección de Rugby Masculino (CRUM)
- Selección de Tenis  (F-M)
- Selección de Tenis de Mesa (F-M)
- Selección de Voleibol Masculino
- Selección de Voleibol Femenino

## Ubicación
Autopista Guarenas, Sector la Urbina, Distribuidor Metropolitano. Al lado de Terrazas del Ávila. Caracas. Estado Miranda. Venezuela.

## Centro Internacional de Exposiciones de Caracas (CIEC)
Se considera como la más completa sala de Exposiciones de la Ciudad de Caracas, ubicado en el Este de la Ciudad, en la vecindad del Ávila en el Centro Rental de la Universidad Metropolitana.
El CIEC dispone de las condiciones más adecuadas para la presentaciones de ferias, exposiciones, seminarios, congresos, recepciones empresariales, entre otros. Cuenta además de un amplio estacionamiento, con un servicio integral de seguridad, Snack Bar, Aire Acondicionado Central, Baños en la sala de expositores y áreas comunes, Restaurante, Sala de Conferencias, Salón V.I.P., Business Center y Sala de Prensa.